# Алашанский суслик
Алашанский суслик (лат. Spermophilus alashanicus) —  это вид из рода евразийских сусликов (Spermophilus). Встречается на юге Монголии и в некоторых частях Китайской Народной Республики.

## Описание
Длина туловища, включая голову, составляет от 19,0 до 21,0 см, а вес — от 190 до 225 граммов. Длина хвоста составляет от 5,5 до 7,6 сантиметров, поэтому он, как и у всех сусликов, значительно короче остальной части тела. Длина ступни от 33 до 37 миллиметров, длина уха — от 8 до 10 миллиметров. Окраска спины светлая по сравнению с другими видами и меняется в зависимости от сезона. Летняя шерсть светло-рыжевато-коричневая, зимняя более светлая и желтоватая. Верх головы темнее спины. Для этого вида характерно чёткое светлое кольцо вокруг глаза и светло-коричневое пятно под глазом, которое отделено от кольца беловатой линией, идущей от основания уха к морде. Цвет хвоста соответствует цвету спины, но снизу ржаво-красный. Ноги сравнительно короткие.
Череп имеет общую длину от 45 до 48 миллиметров. Как и у всех видов этого рода, у этого вида на каждую половину верхней челюсти приходится по одному резцу, за которым следует щель между зубами (диастема). Далее следуют два премоляра и три моляра. На нижней челюсти только один премоляр. Всего у животных 22 зуба. Барабанная полость длинная и узкая, расстояние между глазницами обычно больше 9 миллиметров.
Зубная формула: {\displaystyle I{1 \over 1}C{0 \over 0}P{2 \over 1}M{3 \over 3}=22}.

## Подвиды
- Spermophilus alashanicus alashanicus Büchner, 1888 — Голотип, № С. 2127 ЗИН, самец, Южный Алашань, Китай, август 1880, сборы Н. М. Пржевальского.
- Spermophilus alashanicus obscurus (Büchner, 1888) — лектотип выделен из типовой серии Огнёвым (1947) — это № С. 2125, самец, высокое (около 9000 футов = 2740 м) степное плато к северу от р. Чагрын-гол[4] [Чарын-гол = Чжуанланхе[швед.]], Гансу, Китай, август 1873, возможно, указанная дата ошибочна и речь идёт об августе 1880, сборы Н. М. Пржевальского.
- Spermophilus alashanicus siccus (G. M. Allen, 1925) — № 19-924 в Музее Сравнительной зоологии, Кембридж, Массачусетс; провинция Шенси (к западу от Тай-Юань-Фу), август 1921 сборы Ф. Р. Улсин (F. R. Wulsin)[5].
- Spermophilus alashanicus dilutus (Formosov, 1929) — Голотип, № С. 54805, самец, хр. Ихэ-Богдо,  Монголия, 15 августа 1926.

## Распространение
Алашанский суслик встречается на юге Монголии и в некоторых районах Китайской Народной Республики на высоте до 3200 метров. В Монголии этот вид встречается в Гоби-Алтае в районе Их Богд Уул и Бага Богд Уул, а также на Гурван-сайхане и в горах Ошог.  В Китае он широко распространен в провинциях Нинся, Ганьсу, Цинхай и Внутренняя Монголия, по данным МСОП, также в Шэньси и Шаньси.

## Образ жизни
Алашанский суслик — это дневной вид, который встречается в пустынных районах Китая и травянистых степях на краю пустыни Гоби до горных лугов. Он обитает в основном в Китае в засушливых и песчаных местах обитания, поэтому его называют «песчаной крысой». В Монголии ареал обычно состоит из сухих степей, лугов и кустарников. Питается травами и другими растениями, в том числе культурными. Животные живут небольшими разрозненными группами в простых норах, вход в которые не окружен насыпями земли. Общение происходит посредством индивидуальных высокочастотных звонков. Как и другие виды этого рода, зимует в спячке.
Молодняк обычно рождается в июне. В помете от одного до девяти, обычно от 3 до 6 молодых животных.

## Систематика
Алашанский суслик классифицируется как самостоятельный вид в пределах рода сусликов (Spermophilus), который в настоящее время состоит из 15 видов после пересмотра рода . Первое научное описание принадлежит русскому зоологу Евгению Бихнеру из 1888 года, который описал этот вид по особям из южного Алашаня в Китае. Первоначально алашанский суслик считался подвидом даурского суслика (Spermophilus dauricus), но с 1970-х гг. Считался отдельным видом.
Помимо номинантной формы, внутри вида не выделяются подвиды.

## Природоохранный статус, угрозы и охрана
Международный союз охраны природы и природных ресурсов (МСОП) классифицирует алашанского суслик как вызывающий наименьшую озабоченность. Это оправдано сравнительно большой ареалом и частой встречаемостью вида, но конкретные размеры популяции неизвестны. Нет никаких потенциальных угроз существованию этого вида. 